# Lascahobas (gemeente)
Lascahobas (Haïtiaans-Creools: Laskawobas) is een stad en gemeente in Haïti met 46.000 inwoners. De plaats ligt in de Artibonitevallei, 51 km ten noordoosten van de hoofdstad Port-au-Prince. Het is de hoofdplaats van het gelijknamige arrondissement in het departement Centre.
Er wordt tabak, sisal, suikerriet en koffie verbouwd.

## Indeling
De gemeente bestaat uit de volgende sections communales:
| Nr. | Naam       | Km²   | Inw.2015 |
| --- | ---------- | ----- | -------- |
| 1   | Petit Fond | 69,72 | 15.164   |
| 2   | Juampas    | 81,96 | 30.709   |